# 台露関係
台露関係（たいろかんけい、繁体字中国語: 台俄關係、簡体字中国語: 台俄关系、ロシア語: Российско-тайваньские отношения、英語: Russia–Taiwan relations）では、台湾地域とロシアの関係について述べる。

## 清時代
1858年、アロー戦争に敗北後の清政府はイギリスなどと「天津条約」を調印し、6月13日、本条約第3条により、ロシア帝国に台湾（現・安平）の港が開港した。
1875年、ロシアのイビス少佐が海軍艦「アスコルド」で香港に来航したが、船が長期にわたって香港に滞在しなければならなかったため、イビスは休職し、自発的に台湾に渡った。彼は台湾の平埔族と高山族を2か月間調査し、高雄から鳳凰、牡丹社を旅し、1874年に日本軍が出兵した状況を知った。調査に加えて、イビスはイラストも描いた。1876年、イビスはサンクトペテルブルクで発行された雑誌「海洋文集」に大規模な台湾旅行レポートを掲載した。1877年、ドイツの雑誌「地球儀」はイビスの旅行記をドイツ語で掲載し、イビスは1877年にイタリアで25歳で亡くなった。
イビスが台湾を調査した後、ロシア帝国海軍病院のドイツ系エストニア軍医であるA.K.モクンレクトも4か月間の調査のために台湾の中部および南部地域にやって来た。ロシア帝国地理学協会のジャーナル、「台湾中部および南部の先住民の4か月間の動物学的および民族学的調査」と題されている。

## 日本統治時代
1895年4月、清は日清戦争に敗れ、日本と下関条約を結び、台湾を日本に割譲した。諸外国の領事館は台湾での活動を再開し、1896年にはロシア帝国も領事館を再開した。最初のロシア領事は、ドイツ出身のパウリ・シャベルト（ロシア語: Пауль Шаберт）であった。早くも同年2月、駐日ロシア公使ヒトロボが外務省の陸奥宗光外相を訪問し、「ロシアは無条件の領土を持っている。しかし、日本は島国を見捨てるようなものであり、本土に領土を拡大することは決して最善の策ではない」と表した。遼王朝が到来し、張志東、唐景松らも外国勢力の台湾への介入と拡大を望んでいた。フランスは積極的な態度で、当時ロシアは満州と朝鮮に野心を向けていたが、台湾は比較的浅い関心を持っていた。当時、清の対露公使である王志春の働きかけもあったが、ロシアはそれを考慮しなかった。そこで、ロシアは南下を望んだので、清国に対して、もはや日本に意思を表明することはできないと言った。その後、台湾は日本統治時代に入った。
1898年、天津や北京に出没した台湾民主国義民総統を名乗る者がいた。彼はまた、ロシア領事館や他の部外者に手紙を送り、日本から台湾を奪還するために戦争兵器と給与の提供を求め、ロシアの大臣に道生銀行が軍のためにお金を借りたいと思っていることを保証するよう依頼した。彼はまた、「台湾の恒久的な領土を取り、それを主題として主張し、貢納し、属国として分類したい」と述べた。
1904年、日本とロシア帝国の間で日露戦争が勃発した。戦争中の1905年ロシア帝国海軍はバルチック艦隊を派遣し、世界の大部分を迂回して台湾海域を通過し、日本海に決戦を挑もうとしたが、4月8日、マラッカ海峡を通過した。ロシア軍が日本の統治下で台湾を攻撃する可能性があるというニュースにより、日本の当局者は4月13日に、台湾の沿岸地域と澎湖島の重要な港である馬公が戦争の危険性がある地域に指定されたと発表した。5月12日、台湾全島とその沿岸が隣接する交戦地帯に指定され、島全体に戒厳令が発令され、台湾の歴史における最初の戒厳令が敷かれた。7月7日を期限として、戒厳令が解除された。
5月25日、バルチック艦隊は台湾の東海を通過した。総督府は、漁船を装った敵船の動きを探知する責任者として、鹿港の顧先栄と高雄の陳仲和を任命した。台湾海峡の探偵チームは、ロシア軍の軍事状況の調査に非常に積極的だった。
この時、バルチック艦隊の戦力を見極め、艦隊が台湾を占領し、進軍途中で台湾海峡を通過する際に日本を攻撃するのを防ぐため、日本側は虎頭の頂上に展望台を設置した。苗栗県通霄鎮の山で、艦隊の動向を随時監視し、日本側に知らせる。1905年5月、胡頭山センチネルはバルチック艦隊を発見し、前線に伝え、対馬海峡海戦で勝利を収めた。
1917年ロシアで二月革命と十月革命が勃発し、帝国政府が打倒され、ソビエト政権が樹立された。1922年、革命の輸出と植民地の解放を求めて、ソビエト連邦が成立した。ソ連の左翼イデオロギーにより、1920年代にソ連に留学した徐内昌、謝連清、謝学洪、林木順など、左派の考えを持つ台湾人がソ連に留学することに惹かれた。徐内昌は1922年に中華民国に行き、1923年9月に中国共産党青年団に参加し、11月に中国共産党に参加し、1924年に中国国民党のメンバーになった。ボロディンは彼をモスクワの共産主義東部労働者大学に紹介した。共産主義の訓練を受け、東部大学で「イオノフ」という名前を使用しました。結核のため、彼はロシアで長く勉強することができず、1925年6月に上海に戻った。Naichang と Xie Lianqing は同時にモスクワに留学し、東共労働大学に入学した。リン・ムーシュンは「リン・ムセン」というペンネームを取り、謝雪宏 (ペンネーム「謝飛英」)は 1925年12月にモスクワに到着した。 
1927年（昭和2年）、ロシアのサンクトペテルブルク大学の中国学者で日本語学者のニエフスキー（Н.A. Нeвский）が、台湾原住民のツォウ語を研究するために台湾にやってきた。ニエフスキーが台湾の阿里山に留学していたとき、彼はツォウの青年ヤタ・イーシク（ガオ・イーシェン）から多くの助けを受けた。矢田はネフスキーと協力してツォウ語辞書を編纂した。

## 中華民国統治時代

### 冷戦期
第二次世界大戦後、台湾は中国（蔣介石の中華民国政府）の統治下に入る。戦後、蔣介石率いる中華民国政府（中国国民党政権、以下・国府）と毛沢東率いる中国共産党（以下・中共）による内戦の結果、中国大陸の大部分を掌握し、当時のソビエト連邦（ソ連）に支持されていた中共は、1949年10月1日に中華人民共和国の建国を宣言した。その直後にソ連は中華人民共和国を承認し、外交関係を樹立したため、同日、国府はソ連と国交断絶した。その後、国府は台湾の台北に移転し、蔣介石大陸への反攻を呼びかけた。
国府が台湾に移った後、「反共産主義と反ソ」を呼びかけ、中共は世界を侵略する「ロシア帝国主義者」の一部であると宣言し、ソビエト政権を非難した。例えば、1956年、エジプトのナセル政権が中共政権との国交樹立を認めたため、国府がエジプトとの国交断絶を発表したとき、国府のプロパガンダ紙である中央日報は「エジプトは、共産主義傀儡政権を認め、政府は決定的な措置を講じた」と報道し、「エジプトとの外交関係断絶」は一面のタイトルとなった。
国府は、中共を支持したソ連を中ソ友好同盟条約違反であると非難し、1953年に立法院が同条約の破棄を決定した。同条約の締結によって一旦認めていたモンゴル人民共和国の独立も承認撤回し、外モンゴルを自国領であると主張した。そのため、モンゴルを含む18カ国の国際連合（国連）加盟申請について一括審議された際、当時、国連安保理常任理事国として中国を代表する政権として国連議席を有した国府は、モンゴルの加盟について拒否権を発動してモンゴルの国連加盟を阻止し、一方でソ連は日本を含む西側諸国の国連加盟に拒否権を発動した。
1954年の朝鮮戦争の終結後、アメリカ合衆国と国府は、米華相互防衛条約に署名した。これには、中国本土との対立の場合の軍事行動へのアメリカの参加を規定する条項が含まれてた。ソ連外相は声明の中で、この条約を「国際協定、主権、および中国の領土保全に対する失礼なもの」と呼んだ。
これ以降、今日に至るまで、ソ連およびその継承国のロシアは台湾と公式な関係を持っていない。ソ連は常に「一つの中国」の政策を堅持していたが、1954年と1958年に軍事行動を検討していた一部の中国指導者とは異なり、危機に対処するための政治的解決策を主張していたことは言及する価値がある。1950年代の終わりに中国とソ連の関係が悪化した（中ソ対立）。1954年9月、台湾に隣接する島々への砲撃が3回引き起こされたとき、ニキータ・フルシチョフの声明でソ連は中国の支持を公式に発表した。同時に、ヴャチェスラフ・モロトフ外相は、米国が紛争を引き起こしたと非難する一方で、地域紛争が大規模な戦争になることへの懸念を表明した。1954年の危機の少し前に、中華民国海軍は、オデッサからウラジオストクに向かう途中のバシー海峡の公海で、ソ連の民間石油タンカー「トゥアプセ」を拿捕した。49人の乗組員が拘留されたのに対し、29人は1955年に釈放され、9人は米国に移住し、他の乗組員は34年後の1988年に死亡するか、最終的に釈放されるまでさまざまな時間枠で投獄された。ソビエト連邦共産党は、ニューデリーでの10か国サミットに、後の中国とソ連の対立の前兆の1つとして、1958年9月27日にこの問題について議論するよう求めた。
ソ連と台湾の間の非公式な接触は、中ソ和解の傾向が明らかになった後、ヴィクトル・ルイ、蔣経国、魏景蒙（ジェームズ・ウェイ）の間の訪問など、1960年代の終わりに始まった。1972年、リチャード・ニクソンとヘンリー・キッシンジャーが訪中した。台湾は、ソ連と台湾の和解が、米中の接触数の増加を防ぐことを望んでいた。ソ連は、中華民国との関係の回復が、ソ連と中華人民共和国の関係の悪化を遅らせるのに役立つと考えていた可能性がある。台湾は、米国との関係が悪化した後、失うものがほとんどなかったため、妥協に熱心だった。しかし、ソ連は、香港、日本、西ドイツ、およびその東ヨーロッパの同盟国を経由して、中華民国に対する政策に非常に注意を払っていた。
1982年10月15日、ソ連生まれのノーベル文学賞受賞者で亡命中だった反共主義者は、呉三聯財団の招待で台湾を訪れ、「自由な中国のために」と題する演説を行った。台北の中山ホールで彼は、「中国本土が共産党の手に落ちなければ、中国全体が台湾と同じくらい高度に発展したレベルに到達することは、33年間世界に示されてきた。」「あなたはまた、より大きく明るい希望を持っている。つまり、奴隷化された国の人々は無期限に耐えることはできず、彼らの支配者が深刻な危機に直面したとき、彼らは立ち上がって専制政治を打倒する。」と述べた。
1980年代に、ソ連共産党第一書記長ゴルバチョフが権力の座に就いた。ゴルバチョフは、ソ連の外交関係を緩和することを望んで、外交で考える新しい政策を提唱した。この機会に、台湾は社会主義諸国との直接貿易を開始し、ソ連などとの間接貿易を採用し、台湾の人々も投資機会を調査するために多数のソ連を訪問し始め、ソ連でさえもユニオンは熱くなった。そして、ソ連の役人や人々が次第に台湾を訪れるようになった。1990年代初頭、台湾はソ連との直接貿易を開始し、さまざまな分野での双方の交流が始まった。

### ソビエト連邦解体後
ロシア常駐の台湾駐在員事務所である台北モスクワ経済文化協調委員会駐モスクワ代表処は、中華民国外交部によって1993年7月12日に開設された。台湾常駐のロシア駐在員事務所であるモスクワ台北経済文化協調委員会は、1996年12月15日にロシア外務省によって開設された。
2005年の両国間の貿易総額は2,188,944,473米ドル。ロシアは、原油、鋳鉄鋼、非鉄金属、石油化学製品、鉄合金、原料炭、木材、化学肥料の輸出のおかげで、台湾との貿易関係において黒字を保っている。ロシアは主に台湾から電子機器と電子部品、コンピューターとコンピューター部品、家電製品を輸入している。
台湾では、貿易収支の赤字（2005年には16億8000万ドル）が問題視されている。しかし、ロシアの輸出における天然資源と台湾の工業製品の普及は、台湾では関係の現段階では論理的であると考えられている。状況を改善するために、ロシアへの台湾製品の輸出を増やすことが推奨されている。ロシアへの台湾の輸出の比較的低いレベルは、いくつかの要因によって説明することができる。第一に、台湾製品の価格はほとんどのロシアの消費者にとって依然としてかなり高く、残りはヨーロッパ、アメリカ、または日本の製品を好む。第二に、銀行振込には困難と複雑さがあり、ほとんどが第三国を通じて行われている。第三に、外国人投資家に対する政府からの保証が不十分である。その結果、台湾人を含む外国企業は、より安定した予測可能な地域に投資することを好む。ロシアは中国から多くの製品を輸入しており、その一部は実際には台湾が所有する事業で製造されていることにも言及する価値がある。ただし、この取引は、ロシアと中国の取引の一部として統計で公式に考慮されている。
過去数年間、ロシアは300人以上の台湾人学生の同国での就労を歓迎しており、台湾は200人のロシア人学生を許可している。毎年約1,000人の台湾人がロシアを訪れるとも言われている。